# Königstein (Oberpfalz)

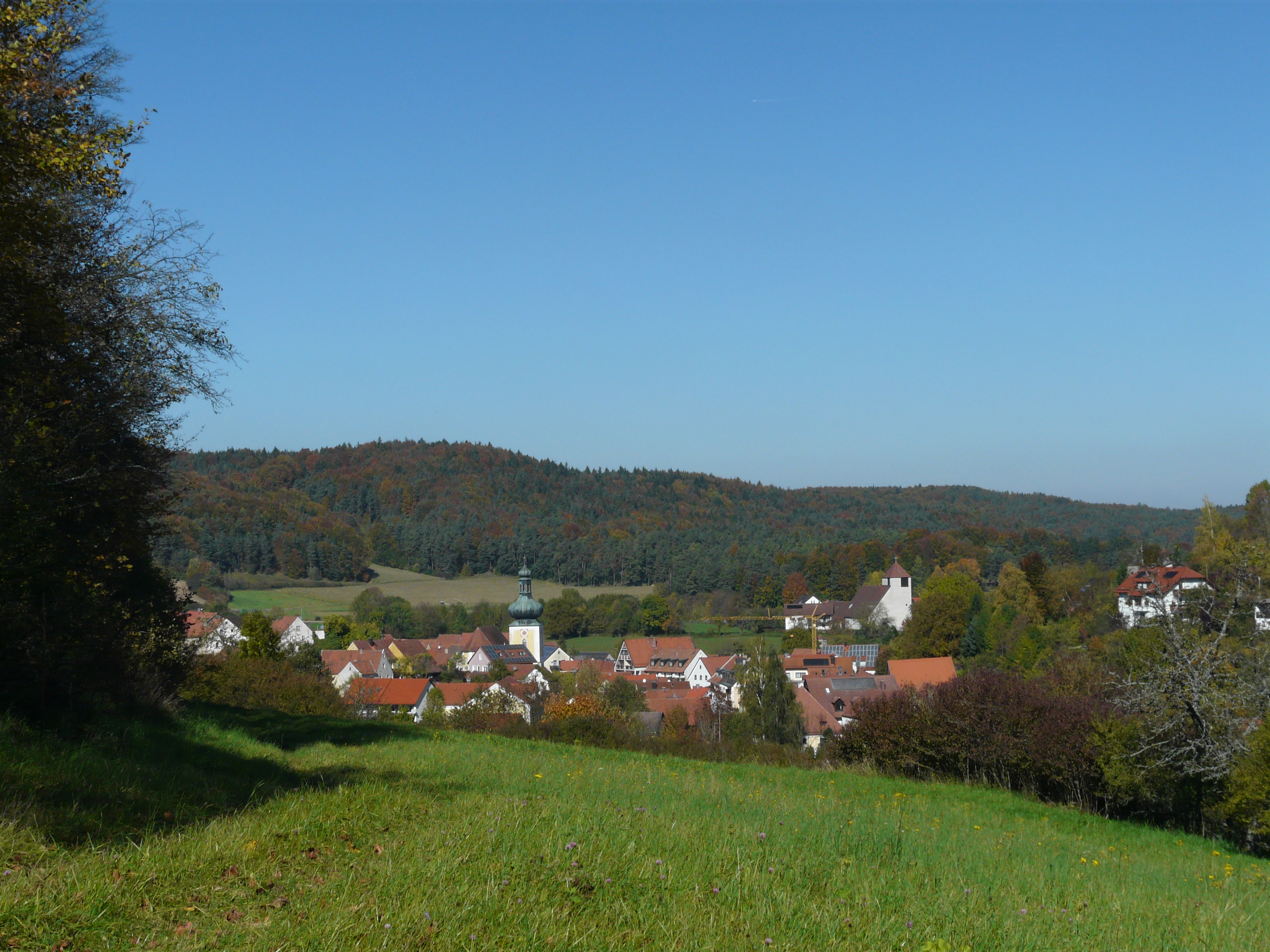
Königstein

Königstein ist ein Markt im Oberpfälzer Landkreis Amberg-Sulzbach und zählt zur Metropolregion Nürnberg.

## Gemeindegliederung
Es gibt 19 Gemeindeteile (in Klammern sind der Siedlungstyp und die Einwohnerzahl angegeben):
- Bischofsreuth (Weiler, 8)[4]
- Breitenstein (Weiler, 17)[5]
- Döttenreuth (Weiler, 9)[6]
- Fichtenhof (Weiler, 16)[7]
- Funkenreuth (Weiler, 25)[8]
- Gaißach (Dorf, 56)[9]
- Hannesreuth (Dorf mit Schloss, 88)[10]
- Königstein (Hauptort)
- Kürmreuth (Kirchdorf, 250)[11]
- Loch (Weiler, 23)[12]
- Lunkenreuth (Dorf, 34)[13]
- Mitteldorf (Weiler, 25)[14]
- Mönlas (Weiler, 30)[15]
- Namsreuth (Weiler, 29)[16]
- Pruihausen (Dorf, 97)[17]
- Röslas (Einöde, 4)[18]
- Wildenhof (Einöde, 13)[19]
- Windmühle (Weiler, 14)[20]
- Ziegelhütte (Einöde)[21]

## Geschichte
Der Ort wurde erstmals um das Jahr 1130 als „Chungestein“ erwähnt, was so viel wie Königsburg bedeutet. Er war Sitz der Reichsministerialen von Königstein, die urkundlich im Jahre 1125 genannt wurden und nach 1250 ausstarben. 1393 übernahm Herzog Stephan III. von Bayern-Ingolstadt den Ort. Im Jahre 1357 wurde das Dorf Königstein zum Markt erhoben. Bis zum Jahre 1623 stand Königstein unter der Herrschaft der Herren von Breitenstein, deren Turnierschild dem Markt von König Maximilian I. Joseph 1817 als Marktwappen verliehen wurde.
1866 hatte Preußen einen Krieg gegen die übrigen deutschen Staaten, darunter Bayern und Österreich, provoziert. Im Juli 1866 wurden auch junge Männer aus Königstein einberufen und machten sich auf den Weg Richtung Bayreuth, wo am Goldhügel und an der Petzelsmühle bei Seybothenreuth zwei Gefechte stattfanden. Die Königsteiner machten sich zu Fuß auf den Weg, doch bevor sie die Gegend erreichten, kamen ihnen schon Kameraden entgegen: Gäits wida hoim, mir ham schou verlorn. Am 28. Juli 1866 hatten die Preußen die Bayern an der Petzelsmühle und am Goldhügel bei Bayreuth geschlagen, und der Pazifist und junge König Ludwig II. musste kapitulieren und vier Jahre später die Souveränität Bayerns widerwillig an Preußen aufgeben.

### Eingemeindungen
Im Zuge der Gebietsreform in Bayern wurde am 1. April 1971 die Gemeinde Gaißach eingegliedert. Am 1. Juli 1972 kamen Gebietsteile der aufgelösten Gemeinden Kürmreuth, Namsreuth und Sigras (Hannesreuth) hinzu. Zum 1. Januar 2003 kam ein Teil des aufgelösten gemeindefreien Gebiets Ober- und Unterwald zum Gemeindegebiet.

### Einwohnerentwicklung
Zwischen 1988 und 2018 wuchs der Markt von 1592 auf 1706 um 114 Einwohner bzw. um 7,2 %. Am 31. Dezember 2004 hatte Königstein 1804 Einwohner.

### Religion
Im Ort gibt es zwei Kirchen, die katholische Kirche St. Michael sowie die evangelische Kirche St. Georg. Die heute evangelische St. Georg-Kirche war bis 1965 Simultankirche. Königstein zählt zu den neun Gemeinden im Nordosten der Oberpfalz, in der die Bevölkerung mehrheitlich evangelisch ist.

## Politik und Öffentliche Verwaltung
Die Gemeinde ist Mitglied der Verwaltungsgemeinschaft Königstein.
- FWG: 7
- CSU: 5

### Marktgemeinderat
Der Marktgemeinderat besteht aus zwölf Gemeinderäten. Bei der Kommunalwahl vom 15. März 2020 machten von den 1440 Stimmberechtigten 1116 von ihrem Wahlrecht Gebrauch, womit die Wahlbeteiligung bei 77,50 % lag.

### Bürgermeister
Seit 1. April 2022 ist Jörk Kaduk (FWG) Bürgermeister.
Nachdem Bernhard Köller mit Ablauf März 2022 von seinem Amt als erster Bürgermeister zurückgetreten war, mussten Neuwahlen angesetzt werden. Bei dieser Bürgermeisterwahl am 13. März 2022 wurde Jörk Kaduk mit 59,65 % zum 1. Bürgermeister gewählt. Die Wahlbeteiligung lag bei 56,61 %. Da die Wahl außerhalb des Turnus lag, beträgt die Amtszeit 4 Jahre anstatt der üblichen 6 Jahre.
Bei der Kommunalwahl vom 15. März 2020 wurde Bernhard Köller (FWG) mit 62,14 % der Stimmen gewählt. Dessen Vorgänger war über 24 Jahre (seit 1. Mai 1996) Hans Koch (CSU/EL).

### Wappen
| Wappen Markt Königstein | Blasonierung: „Geteilt von Silber und Blau, oben eine rote heraldische Rose mit silbernem Butzen, unten schräg gekreuzt zwei silberne Reuthauen.“ |
| Wappen Markt Königstein | Wappenbegründung: Das ursprüngliche Wappen von 1817 war geteilt von Silber und Blau und entsprach dem Schild der Herren von Breitenstein, denen Königstein bis 1623 gehört hatte. Infolge der Gemeindegebietsreform und der Eingliederung der Gemeinde Gaißach 1971, von großen Teilen der Gemeinden Kürmreuth und Namsreuth und des Gemeindeteils Hannesreuth von der aufgelösten Gemeinde Sigras 1972 wurden neue Bildelemente in das Marktwappen aufgenommen. Die gekreuzten Reuthauen im unteren Feld stehen für die eingemeindeten Orte, die „-reuth“ im Namen führen und sich dadurch als Rodungssiedlungen ausweisen. Die rote Rose im oberen Feld erinnert an die Schenken von Reicheneck, die im 13. Jahrhundert als Erben von Königstein genannt werden. Eine alte Überlieferung besagt zudem, dass eine rote Rose bzw. ein Rosenstrauch schon vor 1817 im Wappen geführt wurde. Das Wappen wurde der Marktgemeinde 1817 durch König Maximilian I. Joseph verliehen und 1982 durch Beschluss des Gemeinderats und Zustimmung der Regierung der Oberpfalz geändert. |

### Partnerstädte

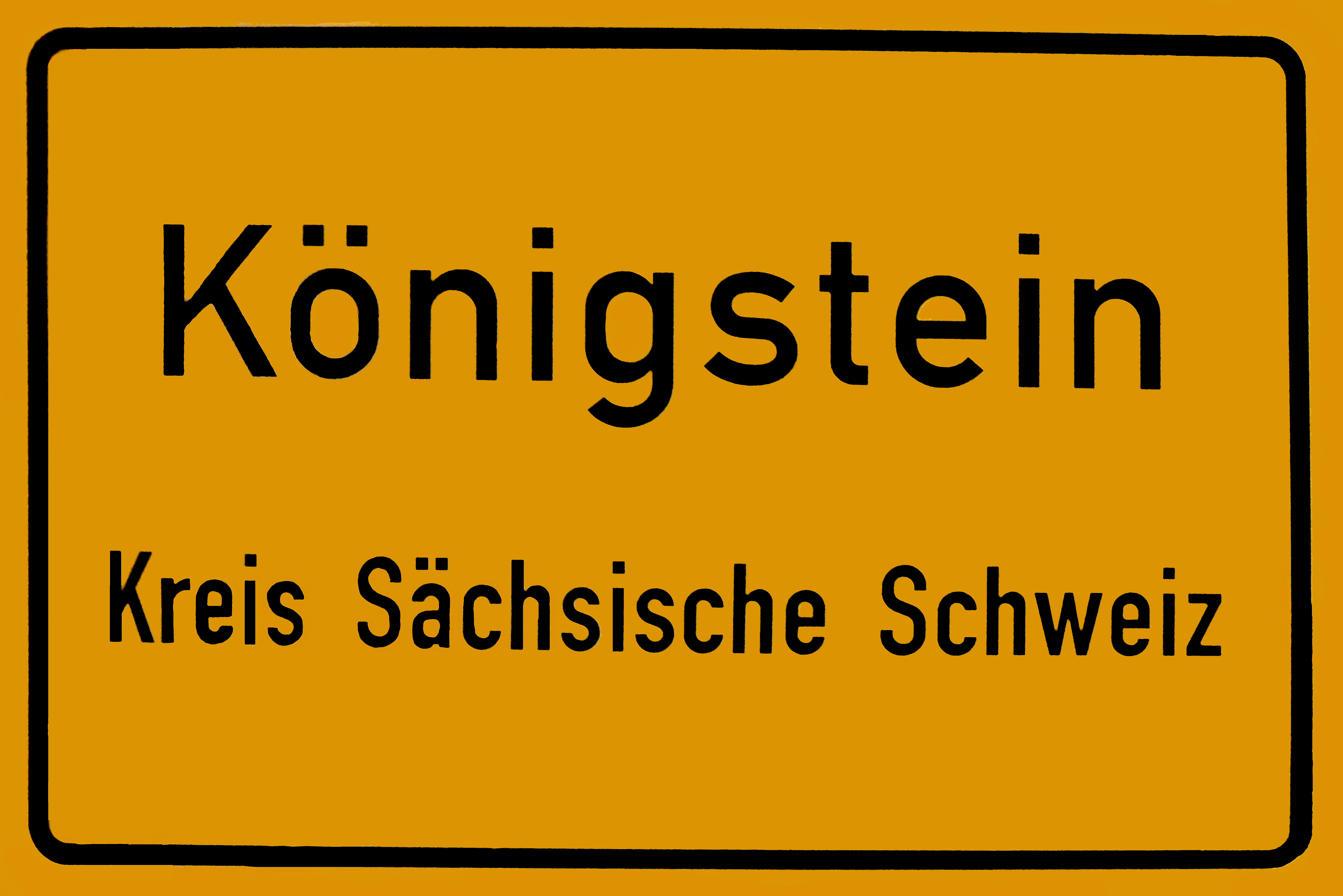
Straßenschild der Partnerstadt – Stadt Königstein – Kreis Sächsische Schweiz

Königstein hat zwei gleichnamige Partnerstädte: Königstein im Taunus bei Frankfurt am Main und Königstein (Sächsische Schweiz) bei Dresden.
Die Entfernung zwischen Königstein in Sachsen und Königstein (Oberpfalz) beträgt auf der Straße ungefähr 494 Kilometer je nach Fahrweg. In den letzten Jahrzehnten fanden wiederholt Treffen der Bürgermeister statt.

## Kultur und Sehenswürdigkeiten

### Baudenkmäler

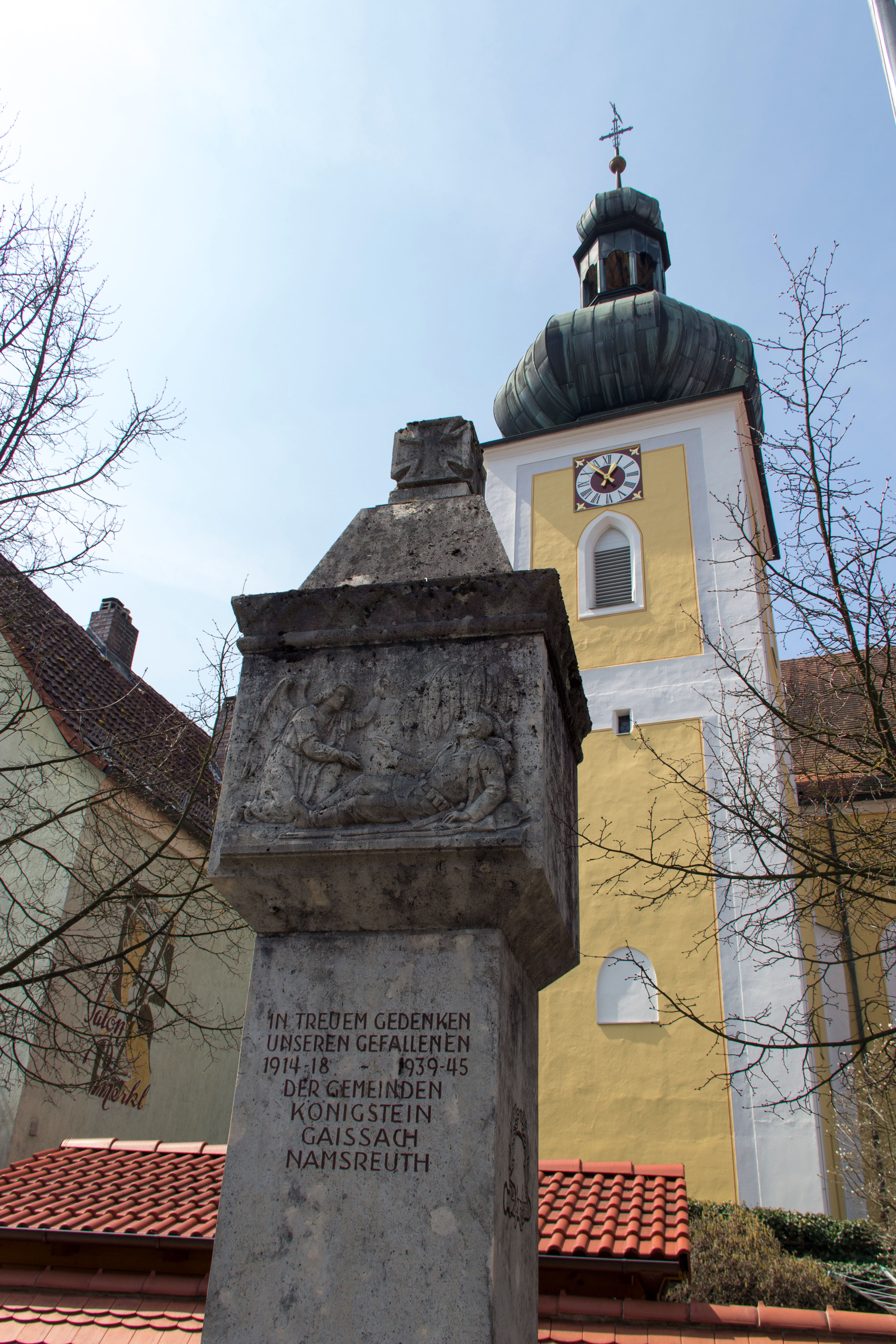
St. Georg

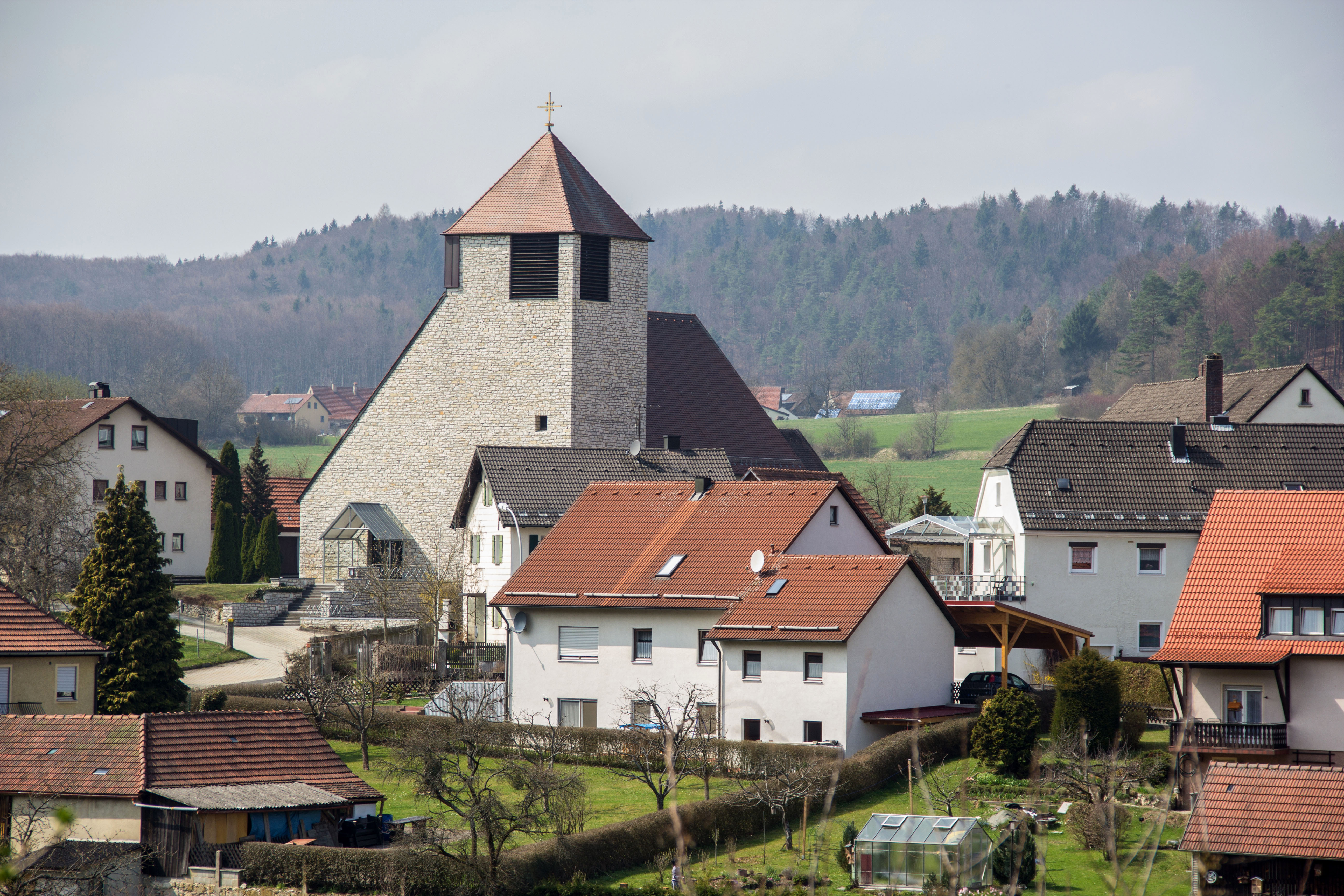
St. Michael

In Königstein befinden sich die evangelische Kirche St. Georg und die katholische St.-Michaels-Kirche.
Reste von Schloss Königstein befinden sich nördlich der evangelischen Kirche St. Georg.
Die gut erhaltene Burgkapelle der Burgruine Breitenstein aus dem 12. Jahrhundert oberhalb des Ortsteils Breitenstein ist die einzige romanische zweigeschossige Doppelkapelle der Oberpfalz.
Von der Burg Kürmreuth sind Reste bei der Ortskirche St. Laurentius vorhanden.
Erwähnenswert ist auch die Johanniskapelle auf dem Kühberg.

### Natur
Ein umfangreiches Wanderwegenetz führt zu sehenswerten Felsen, Höhlen und Bergen.
In der Nähe von Königstein liegen der Berg Ossinger mit Aussichtsturm, die Maximiliansgrotte, die Bismarckgrotte, die Sonnenuhr, die Anton-Völkel-Grotte und die Breitensteiner Bäuerin. Auf dem Sutzerberg (etwa 600 m) befindet sich ein zwei Kilometer langer botanischer Lehrpfad mit 60 Tafeln und einem Loki-Schmidt-Kräuterbeet.

## Wirtschaft und Infrastruktur

### Erwerbstätigkeit
2017 gab es in der Gemeinde 301 sozialversicherungspflichtige Arbeitsplätze. Von der Wohnbevölkerung standen 737 Personen in einem versicherungspflichtigen Beschäftigungsverhältnis. Damit war die Zahl der Auspendler um 436 Personen größer als die der Einpendler. 13 Einwohner waren arbeitslos.

### Hotels
Eine Besonderheit von Königstein ist die außergewöhnlich hohe Dichte an Hotels. Allein im Ortskern befinden sich rund um den Marktplatz fünf solche Gebäude. In den Jahren vor dem Mauerfall 1989 war Königstein ein beliebtes Ziel für Besucher aus Westberlin.

### Gewerbe
In Königstein befinden sich mit den Firmen Reisedienst Meidenbauer und Kugler-Reisen zwei überregional tätige Busunternehmen. Diese decken neben Fernreisen teilweise auch den öffentlichen Nahverkehr in der Region ab.
Ein weiterer Arbeitgeber im Gemeindegebiet ist das Bauunternehmen Taubmann mit 3 Unternehmensgruppen für Massivbau. Holzbau und einem Abbundzentrum. Die Firma baut Wohn-, Gewerbe-, Büro- und Spezialimmobilien.
Verkehr
Klassifizierte Straßen im Ort sind die Staatsstraße St 2164 und die Kreisstraßen AS 40 und AS41.

### Landwirtschaft
2016 gab es 34 landwirtschaftliche Betriebe. Von der Gemeindefläche waren 844 Hektar landwirtschaftlich genutzt.

### Wohn- und Pflegeheime
Im Gemeindegebiet finden sich mehrere Einrichtungen für betreutes Wohnen, bzw. zur Versorgung von behinderten Menschen:
- Deutscher Orden: Soziotherapeutische Suchthilfeeinrichtung[34]
- Regens-Wagner-Stiftungen: Betreuung von Menschen mit Behinderung[35]
- Dr. Loew Soziale Dienstleistungen Königstein: Menschen mit psychischen Erkrankungen[36]

### Bildung
In der Marktgemeinde gibt es
- eine Kindertageseinrichtung mit 62 genehmigten Plätzen und 50 Kindern (Stand 1. März 2018) und die
- Grundschule Königstein mit fünf Lehrern und 83 Schülern (Schuljahr 2018/19)[37]

### Feuerwehr
Die Freiwillige Feuerwehr Königstein wurde im Jahr 1872 gegründet. Auf dem heutigen Stand der Technik deckt die Wehr ein breites Spektrum an Einsatzszenarien ab. Neben der ursprünglichen Aufgabe der Brandbekämpfung umfasst dies technische Einsätze wie zum Beispiel Türöffnungen oder Verkehrsunfälle bis hin zu Katastrophenschutzeinsätzen.
Die Wehr unterhält (Stand 2019) 5 Fahrzeuge, verteilt auf 2 Feuerwachen.

## Sonstiges
Einen Kilometer nördlich von Königstein befindet sich die älteste bisher entdeckte menschliche Wohnstätte in der Oberpfalz, das sogenannte Kühloch (Höhlenkataster Fränkische Alb, Katasternummer A 40). Dort hausten vor mehr als 12.000 Jahren Höhlenbären. Auch Reste von Eisfüchsen und vom Mammut wollen Forscher dort gefunden haben. Von den Steinzeitmenschen, die die Höhle als Behausung nutzten, sind Steinbohrer aus blaugrauem Feuerstein, Klingenkratzer aus Hornstein und Skelettreste überliefert.
Auch Jahrtausende später diente das Kühloch noch als Unterschlupf. Dort versteckten die Bauern in den Kriegen ihr Vieh. Aus dieser Zeit stammt der Name Kühloch. Außerdem nutzte Raub- und Mordgesindel die Höhle als Zufluchtstätte.

## Söhne und Töchter von Königstein
- Johann Georg Beringer (1829–1919), Fernmeldeinspektor und Bienenfachmann
- Friedrich Wiesend (1909–1972), Ballettmeister an den Opern in Darmstadt und Berlin, inszenierte in Königstein ein Festspiel über das Schicksal derer von Breitenstein.